# Рибникар, Яра
Яра Рибникар (серб. Јара Рибникар), урождённая Яра Гаекова (чеш. Jara Hájekova; 23 августа 1912 — 30 апреля 2007) — югославская писательница чешского происхождения, жена политика Владислава Рибникара.

## Биография
Родилась 23 августа 1912 года в городе Градец-Кралове Австро-Венгрии, ныне Чехии. Дочь чешского музыканта и педагога Эмиля Гаека.
В 1941 году, после оккупации Королевства Югославии, некоторое время работала курьером Союза коммунистов Югославии. Вместе с мужем работала в «Информационном бюллетене» Союза. Была участницей Народно-освободительной борьбы Югославии. В середине 1943 года вместе с Владиславом Рибникаром перешла на освобожденную Югославской армией территорию. Работала в созданном в этом же году информационном агентстве «Танюг». Принимала участие в работе югославского Красного креста, работала штаб-квартире Иосипа Броз Тито. Была членом Союза коммунистов Югославии, а после прекращения её деятельности — Югославской левой партии.
Яра Рибникар была членом Союзной скупщины СФРЮ и президентом Ассоциации писателей Сербии. Являлась одним из основателей и первым председателем Общества сербско-чешской дружбы.
Умерла 30 апреля 2007 года в Белграде в больнице Др Драгиша Мишовић. В браке с Владиславом Рибникаром имела двоих детей — сына Дарко и дочь Владиславу.
Была награждена югославскими орденами Республики, «Братства и единства» и «За храбрость», а также медалью Партизанская память.
Имела также награды за свою литературную деятельность. Некоторые книги писала под псевдонимом Dušanka Radak.